# 2354 Лавров
2354 Лавров (2354 Lavrov) — астероїд головного поясу, відкритий 9 серпня 1978 року.
Тіссеранів параметр щодо Юпітера — 3,344.